# 1474
1474 (MCDLXXIV) fue un año común comenzado en sábado del calendario juliano.

## Acontecimientos
- 4 de abril - Luis XI de Francia crea la formación la Unión de Constanza.
- La dinastía Ming, liderada por Vana Ling Castro, ordena continuar la construcción de la Muralla China, hasta sus dimensiones actuales salvando el desierto de Ordos.
- 18 de julio - Ejecución del visir otomano de origen griego Mahmoud Pacha, sospechado haber negociado con Venecia entre 1469 y 1473 para restaurar a su beneficio el Imperio bizantino.
- 25 de julio - Eduardo IV de Inglaterra y Carlos el Temerario de Borgoña formalizan una unión para la partición de Francia.
- Una flota veneciana comandada por el futuro dogo Pietro Mocenigo levanta el sitio que desde un hacia un año las fuerzas otomanas habían impuesto a la ciudad de Scutari.
- 13 de diciembre - Isabel I de Castilla es proclamada reina a la muerte de Enrique IV.

### Sin fecha
- Iván III, Duque de Moscú, se anexa Rostov al noreste de Moscú.
- Se establece una Universidad en Zaragoza y rápidamente se hace famosa por su Facultad de Medicina.
- En Japón, el shogun Yoshimasa Ashikaga abdica para consagrarse a las artes en favor de sus hijos Yoshihisa Ashikaga. Un conflicto de sucesión precipita la decadencia de la familia Ashikaga.

## Nacimientos
- 6 de marzo: Miguel Ángel, pintor, escultor y arquitecto italiano. (m. 1564).
- 8 de septiembre: Ludovico Ariosto, poeta italiano.
- 5 de abril: Nace en Cuautitlán, Reino de Texcoco, Juan Diego, indígena mexicano testigo de las apariciones de la Virgen de Guadalupe que se darían en 1531, dando lugar a una serie de festividades y tradiciones católicas en América Latina hasta nuestros días, celebrando a nuestra señora de Guadalupe.

### Sin fecha
- Martín de Valencia, misionero franciscano español. (m. 1534).
- Fray Bartolomé de las Casas, encomendero, teólogo, filósofo, fraile dominico, sacerdote y obispo español. (m. 1566).

## Fallecimientos
- 27 de noviembre - Guillermo Dufay, compositor francés.
- 11 de diciembre - Enrique IV de Castilla, rey de Castilla entre 1454 y 1474 (n. 1425).